# 旭松食品

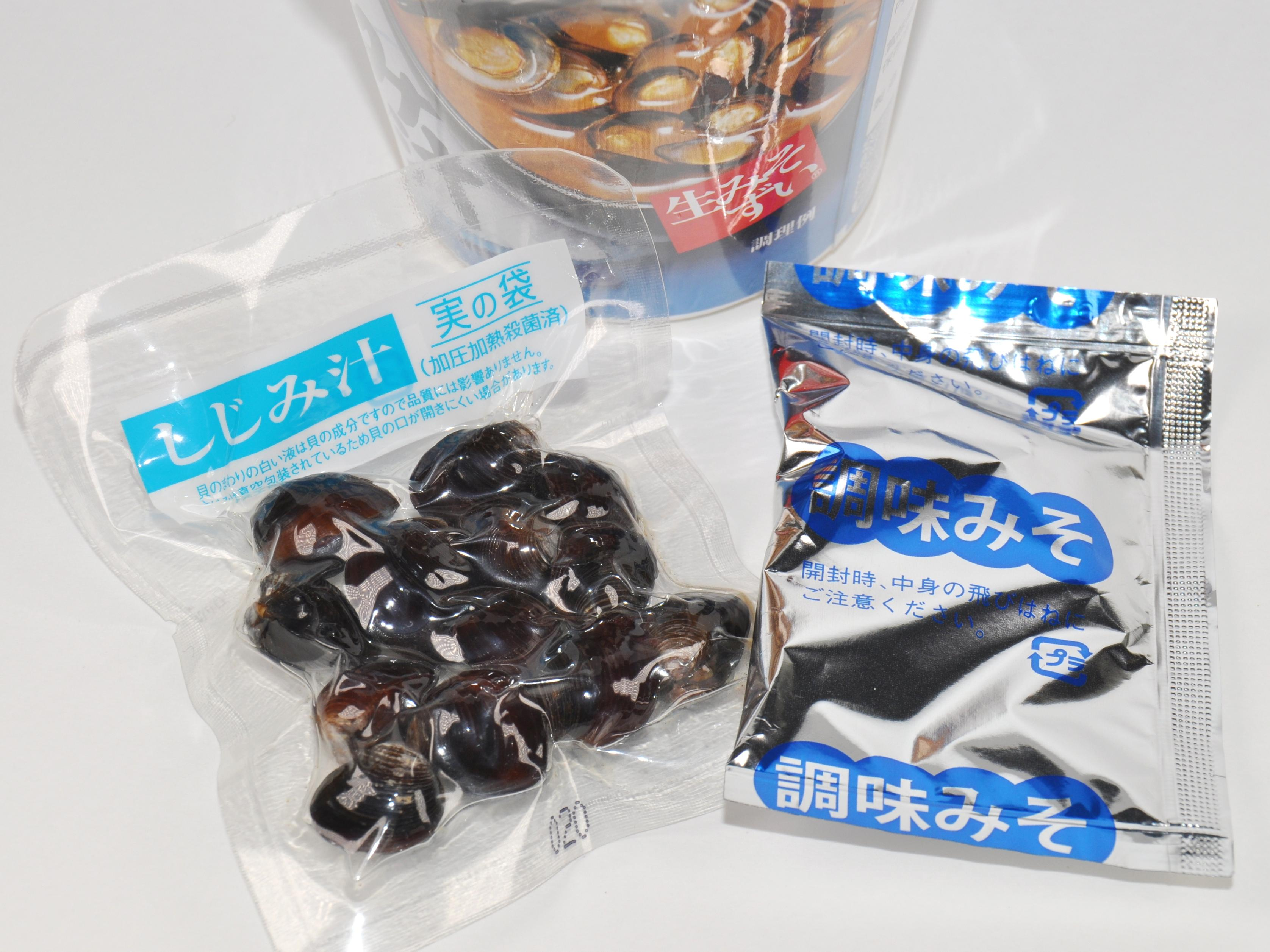
インスタントみそ汁「生みそずい」（しじみ汁）

旭松食品株式会社（あさひまつしょくひん、英: ASAHIMATSU FOODS CO.,LTD.）は、大阪府大阪市淀川区に本社（営業本部）を置く日本の食品企業である。長野県飯田市に本店（登記上本店）を置く。

## 概要
旭は朝日、松は創業地の長野県下伊那郡松尾村と松竹梅の松をかけて命名。
大豆加工品に強みを持つ。主な商品に「あさひ豆腐」（凍豆腐）、「生みそずい」（インスタントみそ汁）など。なお、「生みそずい」のネーミングは「ずいずいずっころばし」の歌詞「ごまみそずい」に由来し、随一、真髄という意味も込めている。
納豆の製造分野では、匂いの少ない製品である「なっとういち」を開発し販路を拡大させたことで知られるが、原料高や納豆市場の縮小により収益が悪化し、2010年2月にチルド製品（納豆など）の販売を関東を含む一部地域から撤退し、その翌年（2011年）の4月1日には納豆事業のうち製造部門以外の全てをミツカンに譲渡し、納豆事業からは撤退したが9年後の2020年にフリーズドライに限定した納豆の製造・販売を再開した（業務用は同年2月25日、家庭用は同じく8月28日）。
ベルマーク運動参加会社の一社であった。機能性表示食品にも商品を展開している。

## 沿革
- 1950年12月19日 - 創立。
- 1951年5月15日 - 凍豆腐製造に着手する。
- 1967年 - あさひ豆腐販売株式会社を設立。
- 1981年 - 即席みそ汁「生みそずい」販売開始。
- 1985年 - 現社名に変更。
- 1992年 - 大阪証券取引所第2部上場。
- 2011年4月 - 納豆事業のうち、商標権・営業権をミツカンに譲渡（製造部門は譲渡せず閉鎖する）[5]。
- 2013年7月16日 - 大阪証券取引所と東京証券取引所との現物株市場統合に伴い、東京証券取引所第2部に指定替え。
- 2020年 - 創立70周年。

## 事業所
- 本社：大阪市淀川区田川3-7-3
- 本店：長野県飯田市駄科1008
- 東日本支店：東京都中央区日本橋人形町2-33-8

## 関連会社
- 旭松フレッシュシステム株式会社
- 青島旭松康大食品有限公司
- 新鮮納豆株式会社

## テレビCM出演者
- 市原悦子（味ころ） - 旭松提供の関西テレビ放送の天気予報にも出演。
- 市毛良枝（生みそずい）
- 久本雅美（生みそずい）
- 笑福亭鶴瓶（生みそずい）
- トミーズ雅（生みそずい）
- 大塚周夫（生みそずい）
- 鮎川いずみ（あさひ豆腐）
- 黒田福美（あさひ豆腐）
- 太平サブロー・シロー（なっとういち）
- 赤井英和（なっとういち）
- 掛布雅之（なっとういち）
- さとう珠緒（なっとういち）
- 西村知美（あさひ豆腐、なっとういち）
- 天海祐希（あさひ豆腐、なっとういち）